# Парк Сити (Канзас)
Парк Сити (енгл. Park City) град је у америчкој савезној држави Канзас.

## Демографија
По попису из 2010. године број становника је 7.297, што је 1.483 (25,5%) становника више него 2000. године.
| Група             | 2000.         | 2010.         |
| Белци             | 5.187 (89,2%) | 5.936 (81,3%) |
| Афроамериканци    | 137 (2,4%)    | 314 (4,3%)    |
| Азијати           | 28 (0,5%)     | 116 (1,6%)    |
| Хиспаноамериканци | 325 (5,6%)    | 644 (8,8%)    |
| Укупно            | 5.814         | 7.297         |